# روبرت كليفورد بيليتييه
روبرت كليفورد بيليتييه (بالإنجليزية: Robert Clifford Pelletier)‏ هو شخصية أعمال أمريكي، ولد في 8 مايو 1933 في سيراكيوز في الولايات المتحدة، وتوفي في 23 يونيو 2016 في تشاتانوغا في الولايات المتحدة.